# Cornélie Falcon
Pour les articles homonymes, voir Falcon.
Marie-Cornélie Falcon est une cantatrice française née à Paris (rue Béthisy, aujourd'hui disparue, dans le premier arrondissement) le 28 janvier 1814 et morte à Paris 9e le 25 février 1897.
Elle a donné son nom à un type de voix soprano dramatique, le soprano Falcon.
Une école de musique en Haute-Loire au Monastier-sur-Gazeille porte aujourd’hui son nom.

## Biographie
Son père Pierre Falcon est originaire du Velay (aujourd'hui département de la Haute-Loire). Il quitte Le Monastier-sur-Gazeille à l'âge de 18 ans pour s'installer à Paris comme ouvrier chez un maître tailleur.
Cornélie abandonne sa vocation précoce de religieuse et devient au Conservatoire national de musique et de déclamation l'élève d'Adolphe Nourrit.
Elle débute à 18 ans – très précisément le 20 juillet 1832 à l'Opéra de Paris (à l'Académie de musique) avec le rôle d'Alice dans l’opéra de Giacomo Meyerbeer, Robert le Diable. Le succès est immédiat et elle enchaîne les contrats avec l'Opéra. Ses interprétations de Valentine dans l’opéra Les Huguenots que Meyerbeer compose pour elle et de Rachel dans La Juive de Fromental Halévy sont si légendaires que Cornélie Falcon jouit du rare privilège d’avoir attaché son nom à un emploi de la scène lyrique. On dit encore aujourd’hui d’une cantatrice possédant une voix de soprano dramatique qu’elle chante : « Falcon ». Cornélie avait aussi une vraie présence physique : "de haute stature, elle avait un port majestueux".
En novembre 1836, à l’âge de vingt-deux ans, elle incarne La Esmeralda dans l'opéra de la compositrice Louise Bertin. En 1837, elle crée le Stradella (en) de Louis Niedermeyer. À la seconde représentation, elle s'évanouit sur scène. Inexplicablement elle a perdu sa voix.
Tous les soins, tous les séjours en Italie (six mois en 1838), tous les remèdes de charlatans n'y feront rien. Elle ne retrouvera pas la magnificence de sa voix et après quelques tentatives de retours à la scène, elle se retira définitivement du monde de l’art lyrique, à l'issue d'une représentation à bénéfice donnée à l'Opéra, le 14 mars 1840.
Elle se marie avec un agent de change, Malançon, et se consacre alors à l'éducation de son beau-fils et des enfants de celui-ci. Elle meurt au 38 de la chaussée d'Antin à Paris. Ses obsèques eurent lieu dans sa paroisse, Saint-Louis d'Antin.
Elle est inhumée au cimetière du Père-Lachaise (55e division).

## Postérité
Elle a donné son nom à un type de voix soprano dramatique, le soprano Falcon (la2 - ré5), caractérisé par une voix dont le registre grave rappelle le mezzo-soprano, mais également capable de soutenir les notes aiguës propres au soprano,.
Jessye Norman, Grace Bumbry, Ana Caterina Antonacci peuvent être qualifiées de « soprano Falcon »,.

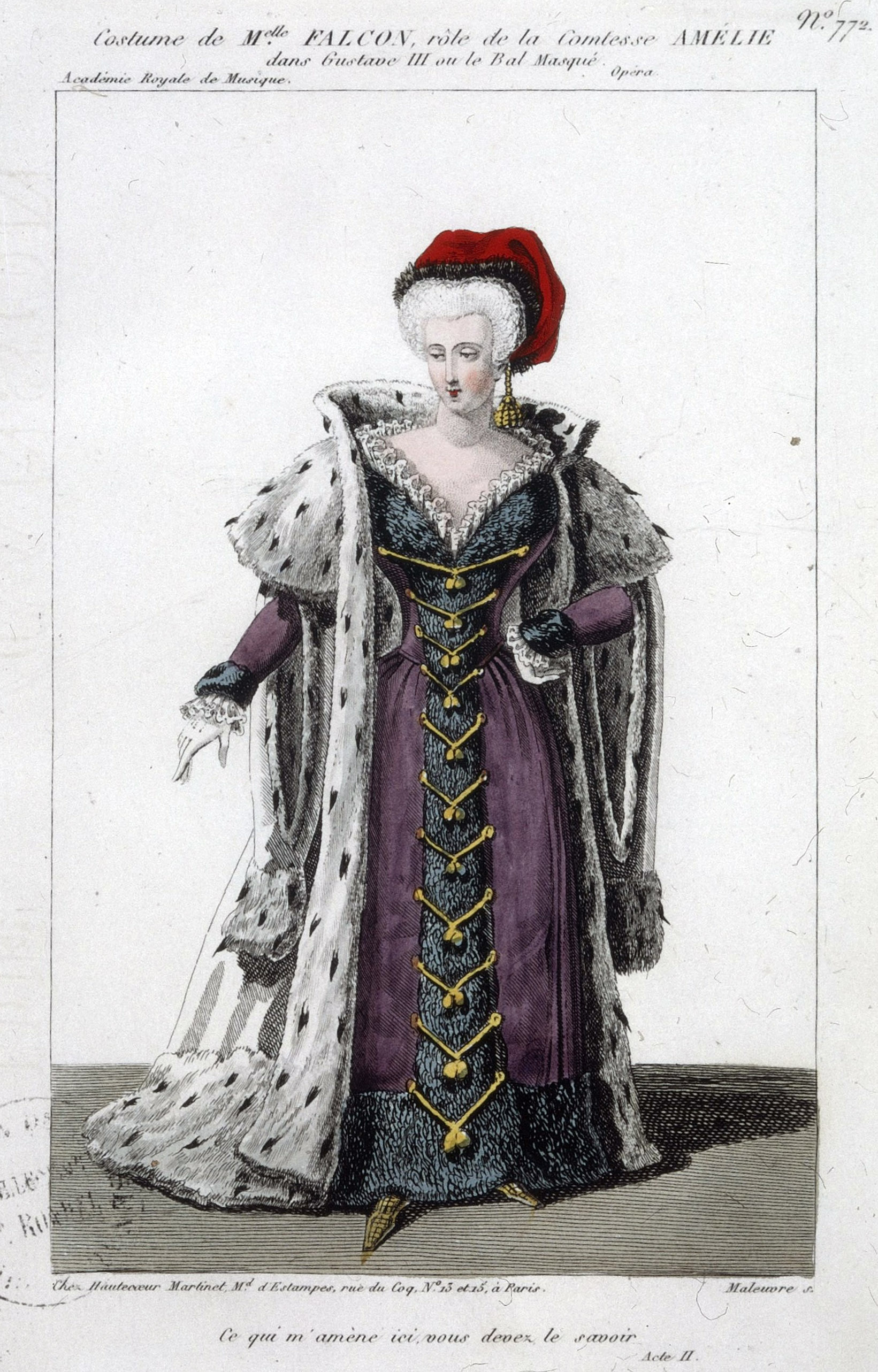
Dessin d'un costume pour Cornélie Falcon dans l'opéra de Daniel-François-Esprit Auber Gustave III (en), 1833
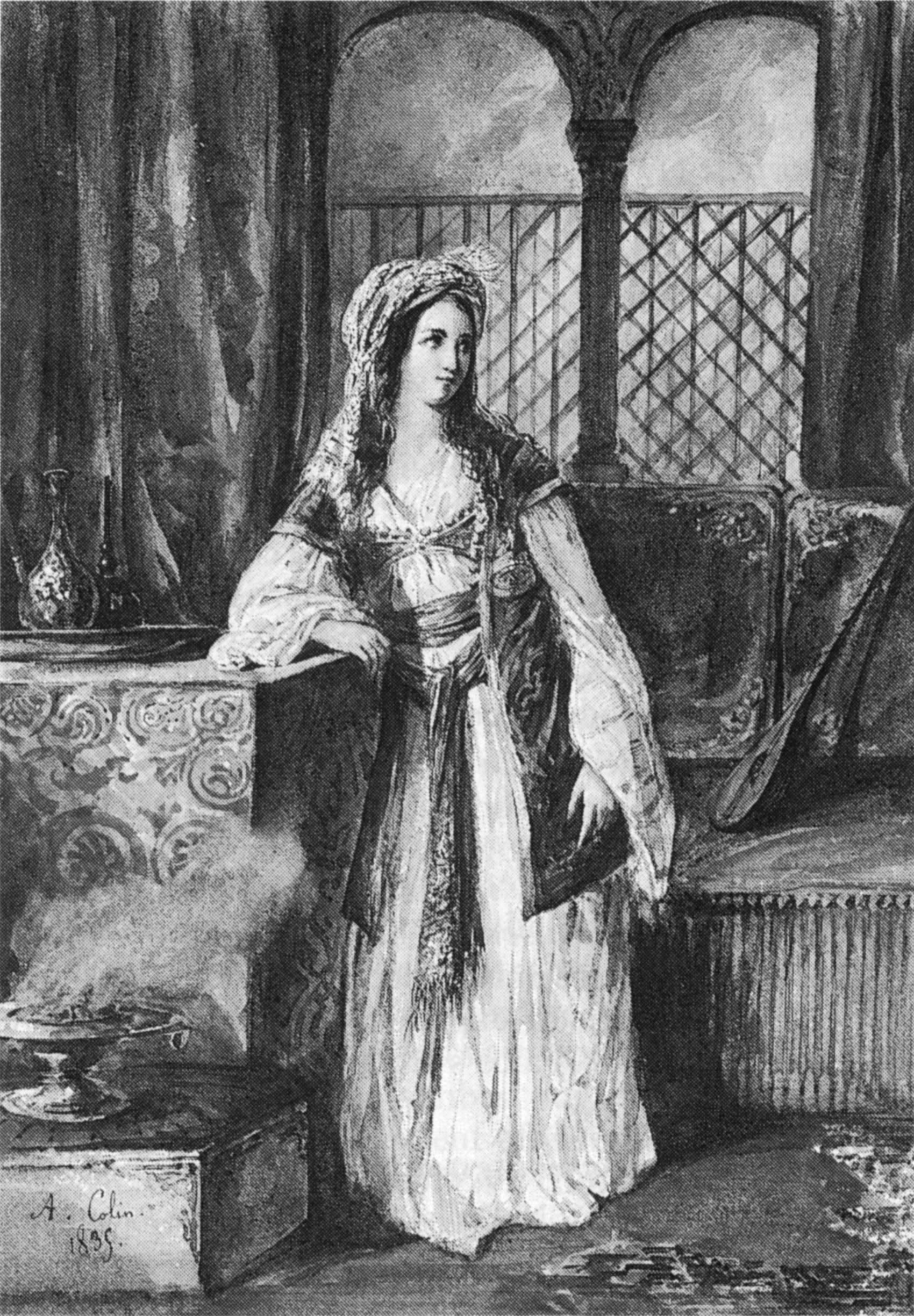
Dans La Juive, 1835
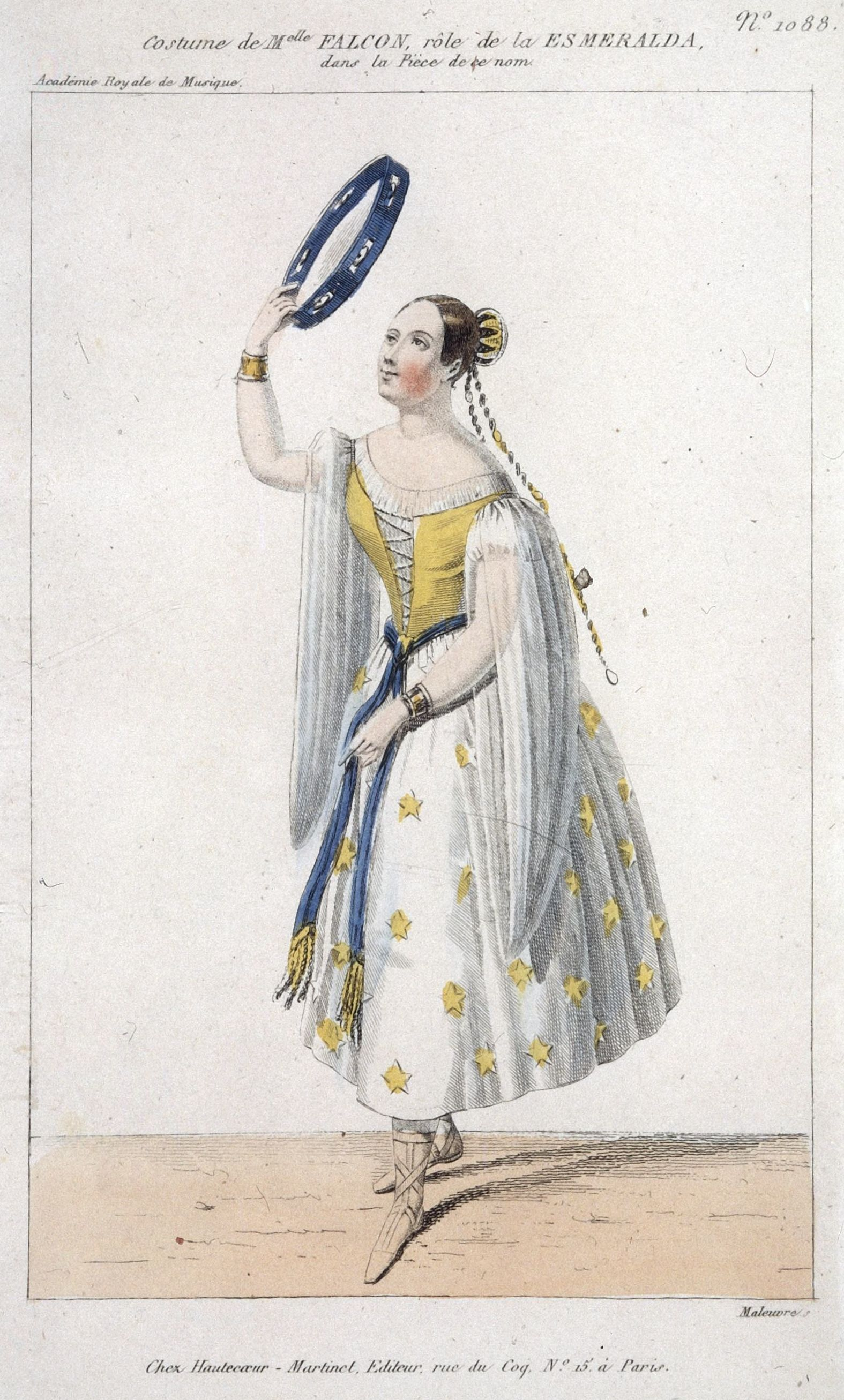
En costume de La Esméralda, 1836
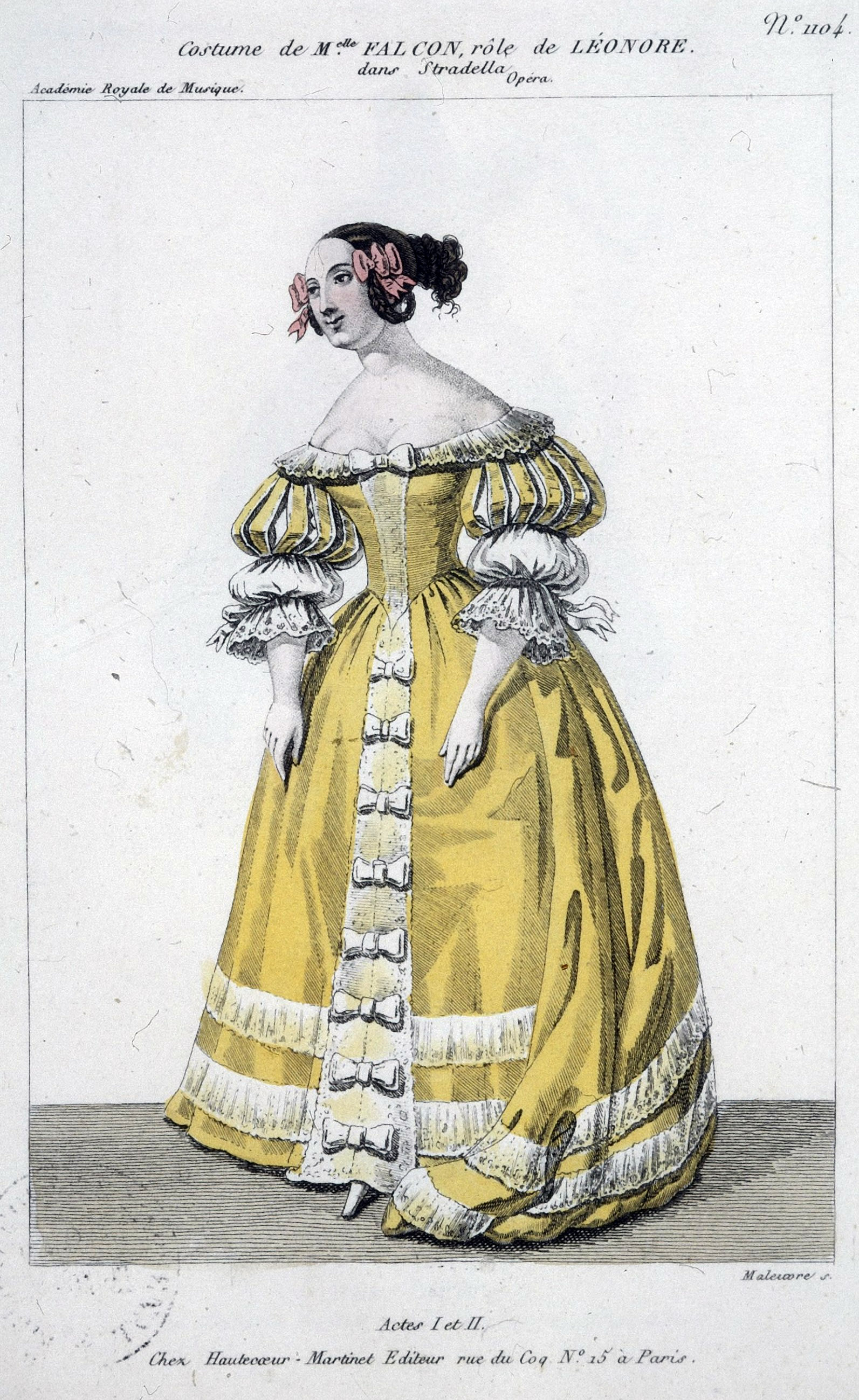
Dessin d'un costume pour Cornélie Falcon pour l'opéra Stradella (en)